# 1901
1901 (MCMI) година е обикновена година, започваща във вторник според Григорианския календар.

## Събития

### В света
- 1 януари
  - Нигерия става британски протекторат.
  - Бившите британски колонии (Западна Австралия, Нов Южен Уелс, Тасмания, Куинсланд, Южна Австралия и Виктория) се федерализират в Австралийски съюз.
- 21 януари – Кралица Виктория умира на 81 години, след 63 години на престола на Великобритания. Наследена е от Едуард VII, който е първи от династията Сакс-Кобург-Гота (по-късно преименувала се на Уиндзорска)
- 25 февруари – Американският магнат Джон Пиерпон Морган създава империята „Юнайтед стейтс стийл корпорейшън“.
- 12 юни – Куба става американски протекторат.
- 10 юли – В Германия е пуснат първият в света тролейбус за обществено ползване.
- 9 август – Колумбийски войски нахлуват във Венецуела.
- 21 август – Създадена е автомобилната компания „Кадилак“ в Детройт, САЩ.
- 30 август – Английският инженер Хюбърт Бут патентова съвременната електрическа прахосмукачка.
- 6 септември – Извършено е успешното покушение срещу Уилям Маккинли. 25-ият президент на САЩ е убит от заклетия анархиста Леон Чолгош.
- 25 септември – Кралство Ашанти е анексирано от Великобритания.
- 18 ноември – САЩ и Обединеното Кралство сключват договор за строежа на Панамския Канал. Строежът трае 10 години. По време на строителството му живота си са загубили общо 27 500 работници.Петко Каравелов
- Създадена е Първа унгарска футболна лига

### В България
- 1 януари – В София е пуснат първият електрически трамвай.
- 25 януари (12 януари стар стил) – Съставено е двадесет и първото правителство на България, начело с Рачо Петров.
- 4 март (19 февруари стар стил) – Съставено е двадесет и второто правителство на България, начело с Петко Каравелов.

## Родени
- Генчо Пирьов, български педагог († 2001 г.)
- Димитър Върбанов, български инженер († 1999 г.)
- Йосиф Киров, български революционер († 1929 г.)
- Никола Спиров, български футболист († ? г.)
- Петър Хаджипанзов, български революционер († 1976 г.)
- януари – Иван Козарев, партизанин, деец на БКП († 1944 г.)
- 3 януари
  - Нго Дин Дием, първият президент на република Южен Виетнам (1955 – 1963 г.) († 1963 г.)
  - Кирил, български патриарх († 1971 г.)
- 14 януари – Димитър Манолов, български футболист († 1979 г.)
- 16 януари – Фулхенсио Батиста, кубински лидер († 1973 г.)
- 30 януари
  - Тодор Боров, български библиограф († 1993 г.)
  - Ханс Ерих Носак, немски писател († 1977 г.)
- 31 януари – Мари Луизе Кашниц, немска поетеса и белетристка († 1974 г.)
- 1 февруари – Кларк Гейбъл, американски актьор († 1960 г.)
- 20 февруари – Луис Кан, американски архитект († 1974 г.)
- 23 февруари – Едгар Енде, немски художник († 1965 г.)
- 28 февруари – Лайнъс Полинг, американски химик от немски произход, лауреат на Нобелова награда за химия през 1954 г. и на Нобелова награда за мир през 1962 († 1994 г.)
- 27 март
  - Ейсаку Сато, японски политик, лауреат на Нобелова награда за мир през 1974 г. († 1975 г.)
  - Ерих Аленауер, германски политик († 1963 г.)
- 14 април – Мартин Кесел, немски писател († 1990 г.)
- 15 април – Джо Дейвис, английски играч на билярд и снукър († 1978 г.)
- 29 април – Хирохито, император на Япония (1926 – 1989) († 1989 г.)
- 24 април – Петър Нешев, български партизанин и офицер († 1973 г.)
- 7 май – Райна Кацарова, българска фолклористка († 1984 г.)
- 11 май – Розе Ауслендер, австрийска поетеса († 1988 г.)
- 20 май – Макс Еве, холандски шахматист, световен шампион († 1981 г.)
- 30 май – Христо Бръзицов, български журналист и писател († 1980 г.)
- 6 юни – Сукарно, индонезийски политик († 1970 г.)
- 18 юни – Анастасия Николаевна, Велика руска княгиня († 1918 г.)
- 15 юли – Кирил Дрангов, български революционер († 1946 г.)
- 7 юли – Виторио Де Сика, италиански кинорежисьор († 1974 г.)
- 24 юли – Илия Бешков, български художник († 1958 г.)
- 1 август – Панчо Вийя, филипински боксьор († 1925 г.)
- 4 август – Луис Армстронг, американски музикант († 1971 г.)
- 15 август – Георги Пирински, български политик († 1992 г.)
- 15 август – Христо Кодов, български литературовед и палеограф († 1982 г.)
- 20 август – Салваторе Куазимодо, италиански поет, лауреат на Нобелова награда за литература през 1959 г. († 1968 г.)
- 26 август
  - Александър Жендов, български художник († 1953 г.)
  - Максуел Тейлър, американски офицер († 1987 г.)
- 30 август – Вилхелм Сабо, австрийски писател († 1986 г.)
- 9 септември – Иван Радоев, български футболист († 1985 г.)
- 10 септември – Страшимир Джамджиев, български преводач († 1987 г.)
- 15 септември – Доналд Бейли, британски инженер († 1985 г.)
- 21 септември – Димитър Тодоров – Жарава, български художник и режисьор († 1988 г.)
- 23 септември – Ярослав Сайферт, чешки писател, лауреат на Нобелова награда за литература през 1984 г. († 1986 г.)
- 29 септември – Енрико Ферми, италиански физик, лауреат на Нобелова награда за физика през 1938 г. († 1954 г.)
- 31 октомври – Георги Пашев, български авиатор († 1996 г.)
- 3 ноември – Андре Малро, френски писател († 1976 г.)
- 8 ноември
  - Георге Георгиу-Деж, румънски политик († 1965 г.)
  - Михайло Апостолски, югославски военен († 1987 г.)
- 13 ноември – Екатерина Савова-Ненова, българска художничка († 1980 г.)
- 15 ноември – Ник Дим Кос, български илюзионист († 1983 г.)
- 23 ноември – Марилуизе Флайсер, немска писателка († 1974)
- 26 ноември – Димитър Пантелеев, български поет († 1993 г.)
- 2 декември – Недялка Симеонова, българска цигуларка, професор († 1959 г.)
- 5 декември
  - Вернер Хайзенберг, немски физик, лауреат на Нобелова награда за физика през 1932 г. († 1976 г.)
  - Уолт Дисни, американски продуцент на анимационни филми († 1966 г.)
- 14 декември – Павлос I, гръцки крал († 1964 г.)
- 19 декември – Димитър Ненов, български композитор и музикален педагог († 1952 г.)
- 20 декември – Николай Дюлгеров, български художник († 1982 г.)
- 26 декември – Никола Сяров, български лекар († ? г.)
- 27 декември – Марлене Дитрих, немска актриса († 1992 г.)
- 31 декември – Олга Блажева, българска поетеса († 1986 г.)

## Починали
- Артур Кьониг, германски физиолог (р. 1856 г.)
- Георги Теохаров, руски юрист (р. ок. 1837/38 г.)
- Игнаций Донъли, ирландско-американски учен, конгресмен в САЩ, писател (р. 1831 г.)
- Васил Друмев, български духовник, политик и учен (р. ок. 1840 – 1842 г.)
- 16 януари – Арнолд Бьоклин, швейцарски художник (р. 1827 г.)
- 22 януари – Виктория, кралица на Обединеното кралство (р. 1819 г.)
- 27 януари – Джузепе Верди, италиански оперен композитор (р. 1813 г.)
- 28 януари – Йосиф Гурко, руски военачалник (р. 1828 г.)
- 29 януари – Милан I, сръбски крал (р. 1854 г.)
- 13 февруари – Иван Арабаджията, български революционер
- 23 март – Константин Стоилов, български политик (р. 1853 г.)
- 27 март – Илия Цанов, български политик (р. 1835 г.)
- 7 май – Димитър Греков, български политик (р. 1847 г.)
- 8 май – Джордж Е. Кинг, канадски политик и юрист (р. 1839 г.)
- 7 юли – Йохана Спири, швейцарска писателка (р. 1827 г.)
- 21 август – Адолф Фик, немски физиолог (р. 1829 г.)
- 28 август – Никола Живков, български просветен деец (р. 1847 г.)
- септември – Миле Попйорданов, български революционер (р. 1877 г.)
- 9 септември – Анри дьо Тулуз-Лотрек, френски художник (р. 1864 г.)
- 17 септември – Мирче Ацев, български революционер (р. 1859 г.)
- декември – Александър Илиев, български революционер (р. 1879 г.)

## Нобелови награди
- Физика – Вилхелм Рьонтген
- Химия – Якоб Вант Хоф
- Физиология или медицина – Емил фон Беринг
- Литература – Рене Сюли Прюдом
- Мир – Анри Дюнан, Фредерик Паси